# ハリスン (小惑星)
ハリスン (4149 Harrison) は小惑星帯に位置する小惑星。1984年3月9日、ローウェル天文台のブライアン・スキッフによって発見された。ビートルズのジョージ・ハリスンに因んで命名された。